# Суна (приток Вои)
Суна́ — река в Кировской области России, правый приток реки Воя, протекает в Сунском районе. Длина реки составляет 55 км. Площадь водосборного бассейна — 728 км².

## Происхождение названия
Название реки сравнивают с мар. шун «глина», коми сюн «глина, ил». Поскольку начальный согласный твёрдый, гидроним скорее всего древнемарийского происхождения.

## География
Река Суна берёт начало у деревни Перелаз слиянием рек Чернушка и Вончаз на высоте 126 м над уровнем моря. Течёт на северо-восток по открытой местности. Сливается с рекой Ошеть, которую иногда также называют Суной. Ниже устья Ошети поворачивает на юго-восток, течёт через посёлок городского типа Суна. Впадает в Вою ниже деревни Копырята, на высоте 88,5 м над уровнем моря.
Притоки Суны: Чернушка, Тоскуйка, Нерсма (правые) и Вончаз, Верхосунье, Ошеть (левые).

## Данные водного реестра
По данным государственного водного реестра России, Суна относится к Камскому бассейновому округу, водохозяйственный участок реки — Вятка от города Котельнич до водомерного поста посёлка городского типа Аркуль, речной подбассейн реки — Вятка. Речной бассейн реки — Кама.
Код водного объекта в государственном водном реестре — 10010300412111100037983.